# TEE Blauer Enzian
Pour les articles homonymes, voir Alpenexpress Enzian et Enzian.
Le Blauer Enzian était un train Trans-Europ-Express reliant Hambourg à Munich et l'Autriche de 1965 à 1979. Il tient son nom de la gentiane bleue
Aujourd'hui, un train EuroCity circule sous ce nom entre Francfort-sur-le-Main et Klagenfurt.

## Histoire
En 1951 / 1952 est mis en service pour la première fois un train express de la Deutsche Bundesbahn (DB), compagnie ferroviaire de l'Allemagne de l'Ouest, reliant Hambourg et Munich sur le principal axe ferroviaire nord-sud via Hanovre et Wurtzbourg. Le nom de Blauer Enzian fut créé lors d'un concours organisé par la DB pour ses clients ; comme pour le TEE Edelweiss, la gentiane bleue représente les Alpes comme destination de vacances. Ce train premium était essentiellement composé de voitures de l'avant-guerre, notamment de l'ancienne rame Henschel précédemment utilisée par la Deutsche Reichsbahn dans le trafic rapide entre Berlin et Dresde. 
Dès l'an 1963, des locomotives électriques de la série E 10 sont entrées en service. En 1965, les trains sont classés comme Trans-Europ-Express ; remorqués par les prototypes de la série 103, ils étaient les plus rapides de tous les trains allemands. Faute d'avoir réussi à lier le Blauer Enzian au TEE Mediolanum, la DB a prolongé le parcours de la ligne de Munich via Salzbourg et Villach à Klagenfurt. En hiver, le train circulait également vers les stations de ski du Tyrol et autour de Zell am See. 
Depuis 1971, le TEE Blauer Enzian était intégré dans le nouveau réseau InterCity (IC).  Finalement, en 1979, il dut, tout comme nombre de trains prestigieux, céder la place au IC 120/121 reliant Dortmund et Klagenfurt. À partir de 1987, ce train prit son service l'année suivante comme EuroCity ; en 2002 cette liaison a été supprimée. Depuis 2017 le EC Blauer Enzian circule à nouveau entre Francfort-sur-le-Main et Klagenfurt.

## Parcours et arrêts
Horaires du Blauer Enzian au service d'hiver 1971/72
| Vers sud | Pays      | Gare                        | km   | Vers nord |
| -------- | --------- | --------------------------- | ---- | --------- |
| 07:39    | Allemagne | Hambourg-Altona             | 0    | 22:23     |
| 07:46    | Allemagne | Hambourg-Dammtor            | 5    | 22:15     |
| 07:55    | Allemagne | Gare centrale de Hambourg   | 7    | 22:09     |
| 09:22    | Allemagne | Gare centrale de Hanovre    | 185  | 20:50     |
| 10:13    | Allemagne | Göttingen                   | 293  | 19:55     |
| 11:03    | Allemagne | Bebra                       | 374  | 19:07     |
| 12:36    | Allemagne | Gare centrale de Wurtzbourg | 542  | 17:35     |
| 14:24    | Allemagne | Gare centrale d'Augsbourg   | 758  | 15:45     |
| 15:07    | Allemagne | Gare centrale de Munich     | 820  | 15:13     |
| 15:46    | Allemagne | Rosenheim                   | 885  | 14:23     |
|          |           |                             |      |           |
| 16:18    | Autriche  | Kufstein                    | 919  | 13:48     |
| 16:32    | Autriche  | Wörgl                       | 932  | 13:33     |
| 16:49    | Autriche  | Hopfgarten                  | 941  | 13:15     |
| 17:00    | Autriche  | Westendorf                  | 951  | 13:04     |
| 17:07    | Autriche  | Kirchberg in Tirol          | 958  | 12:58     |
| 17:16    | Autriche  | Kitzbühel                   | 968  | 12:48     |
| 17:26    | Autriche  | St. Johann in Tirol         | 977  | 12:40     |
| 17:34    | Autriche  | Fieberbrunn                 | 986  | 12:37     |
| 17:58    | Autriche  | Saalfelden                  | 1013 | 12:10     |
| 18:06    | Autriche  | Maishofen-Saalbach          | 1021 | 12:01     |
| 18:12    | Autriche  | Zell am See                 | 1026 | 11:56     |
|          |           |                             |      |           |
| 16:45    | Autriche  | Salzbourg                   | 973  | 13:20     |
| 17:44    | Autriche  | Bischofshofen               | 1027 | 12:27     |
| 17:59    | Autriche  | Schwarzach-St. Veit         | 1041 | 12:08     |
| 18:23    | Autriche  | Bad Hofgastein              | 1061 | 11:46     |
| 18:37    | Autriche  | Bad Gastein                 | 1072 | 11:29     |
| 18:56    | Autriche  | Mallnitz                    | 1088 | 11:13     |
| 19:34    | Autriche  | Spittal-Millstättersee      | 1124 | 10:36     |
| 20:03    | Autriche  | Gare centrale de Villach    | 1161 | 10:10     |
| 20:15    | Autriche  | Velden am Wörthersee        | 1177 | 09:57     |
| 20:22    | Autriche  | Pörtschach am Wörthersee    | 1185 | 09:50     |
| 20:28    | Autriche  | Krumpendorf                 | 1191 | 09:44     |
| 20:35    | Autriche  | Klagenfurt                  | 1199 | 09:38     |